# Kurt Schubert
Kurt Schubert (Berlín, 1891 - 3 de maig de 1945) fou un pedagog i compositor musical alemany.
Deixeble de Scharwenka, es va distingir com a professor i compositor. desenvolupà càtedres en el Conservatori Scharwenka- Klindworth i en l'Institut de Música Religiosa, de Berlín.
Va publicar molta música de cambra.